# ISU-152
El ISU-152 (en ruso: ИСУ-152) es un vehículo soviético de tipo cazacarro desarrollado y usado durante la Segunda Guerra Mundial, y posteriormente en uso, principalmente por el ejército soviético, hasta la década de 1970.

## Historia
El 30 de enero de 1943 fue diseñado el Objeto 236 (Объект 236), precursor del ISU-152. El Objeto 236 fue completado en la Fábrica n.º 100, en Cheliábinsk. Y el mismo día fue sometido a pruebas en un campo de entrenamiento de artillería a 107 km de Cheliábinsk. El 4 de febrero de 1943, finalizaron con éxito las pruebas. En abril de 1943 comenzó la fabricación del vehículo con el nombre de KV-14 (КВ-14). A partir de abril de 1943 se ordenó que el KV 14 fuera denominado SU-152 (СУ-152). Con el tiempo, el rendimiento de combate del SU-152, basado en el tanque KV-1S, hizo necesaria la modernización del vehículo, utilizando el nuevo IS-2 como base.
El 25 de mayo de 1943, la dirección de la Fábrica n.º 100 ordenó que se trabajara en la modernización del vehículo, que incluía un aumento del blindaje y otras mejoras. El desarrollo empezó en julio de 1943 y estuvo supervisado por Joseph Yakovlevich Kotin (El jefe de diseño de artillería pesada soviética), siendo G. N. Moskvin el diseñador principal. En aproximadamente un mes la primera variante mejorada estuvo lista, naciendo así el IS-152 (ИС-152). Las pruebas realizadas al nuevo vehículo revelaron gran cantidad de deficiencias por lo que fue enviado a que se le realizaran más mejoras. En octubre de 1943 una segunda variante modernizada estuvo lista, recibió el nombre de Objeto 241 (Объект 241). Tras la realización de las pruebas, el 6 de octubre de 1943, se dio el visto bueno al vehículo y se le designó ISU-152. En diciembre de ese mismo año comenzaba la producción en serie en la fábrica de  Chelyabinsk Kirovsk, reemplazando al SU-152.